# Kontrollbevollmächtigter
Der Kontrollbevollmächtigte ist ein deutscher Rechtsbegriff aus dem Betreuungsrecht, der nicht ausdrücklich gesetzlich geregelt ist.
Der § 1896 Abs. 1 BGB sieht eine Betreuerbestellung zur Geltendmachung von Rechten des Betroffenen gegen den Willen seines Bevollmächtigten ausdrücklich vor.

## Abgrenzung zum Kontrollbetreuer
Dabei ist zwischen amtlich bestelltem und vom Betreuungsgericht überwachten Kontrollbetreuer (der dem Gericht einen Bericht über den Betreuungsverlauf des zu Betreuenden schuldet) und dem auf freiwilliger Verfügung bestellten Kontrollbevollmächtigten im Zusammenhang mit einer Patientenverfügung im Einklang zu einer Vorsorgevollmacht und der absoluten Handlungsunfähigkeit zu unterscheiden. Es ist allerdings zulässig, auch bei der Vorsorgevollmacht direkt neben einem amtlichen Betreuer bei Zweifeln an dessen Loyalität auch einen den Erstbetreuer kontrollierenden Kontrollbetreuer (daher der Name) zu bestellen, welcher die Aufgabe hat, die korrekte Auslegung und die Einhaltung der Patientenverfügung zu überwachen.
Voraussetzung ist jedoch, dass die besondere Bedeutung der zu besprechenden Angelegenheiten oder das Verhalten des Bevollmächtigten Anlass hierfür geben oder eine Interessenkollision zu befürchten ist und noch auf freiwilliger Basis durch den Betroffenen im Vorfeld einer Patientenverfügung keine Regelung vorsorglich getroffen worden ist.
Der Rechtspfleger beim Betreuungsgericht muss bei nicht vorhandenen Kontrollbevollmächtigten einen Kontrollbetreuer von Amts wegen bestellen, der im Sinne des Betreuungsgerichts die Entscheidungen trifft.